# Waterside (Schotland)
Waterside is een dorp in de Schotse council East Dunbartonshire in het historisch graafschap Dunbartonshire en ligt ongeveer 15 kilometer van Glasgow.